# Chaetophyes bloetei
Chaetophyes bloetei är en insektsart som beskrevs av Maa 1963. Chaetophyes bloetei ingår i släktet Chaetophyes och familjen Machaerotidae. Inga underarter finns listade i Catalogue of Life.